# Васальна держава
Васальна держава ― будь-яка держава, яка має взаємні зобов’язання перед вищою державою чи імперією, у статусі, подібному до статусу васала у феодальній системі в середньовічній Європі. Зобов'язання часто включали військову підтримку в обмін на певні привілеї. У деяких випадках зобов’язання включало сплату данини, але державу, яка це робить, краще описати як державу-данник. Сьогодні більш поширені терміни - маріонеткова держава, протекторат, клієнтська держава, асоційована держава або держава-сателіт.

## Історичні приклади

### Хеттська імперія
Троя була васальною державою хеттів, поряд з іншими землями Арцави.

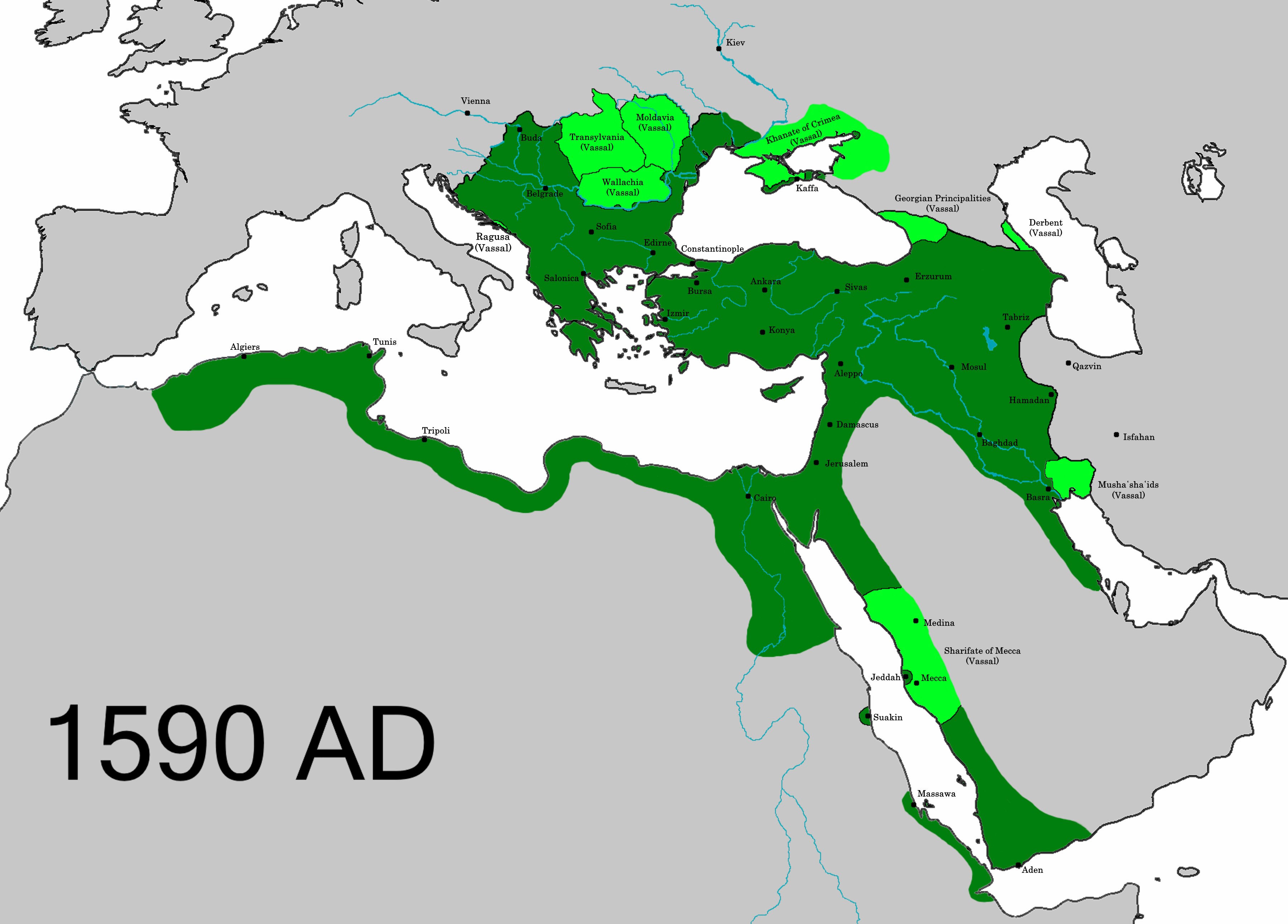
Васальні держави та держави-данники Османської імперії в 1590 році (світло-зелений відтінок)

### Стародавній Китай
З часів династії Чжоу (1046–770 рр. до н. е.) І до династії Хань (206 р. до н. е. - 220 р. н. е.) У Стародавньому Китаї існувала різна кількість васальних держав.
Вони мали різний розмір - від малих міст-держав до васалів, які контролювали великі ділянки території, такі як штати Чу та Ці. Одна з цих васальних держав продовжувала завойовувати Китай і об'єднувати країну під владою першого імператора Цінь Ши Хуана.

### Османська Імперія
Османська імперія (1299–1923) контролювала низку держав-данників та васальних держав у периферійних районах своєї території. Васалітет набув різних форм, і деяким державам було дозволено обирати своїх лідерів. Інші держави платили данину за свої землі.
Протягом XVIII століття Османська імперія контролювала багато васальних держав та держав-данників, таких як князівства Волощина та Молдавія, а також Кримське ханство.